# هیره حلزونی سفید
هیره حلزونی سفید (نام علمی: Riccardoella limacum) نام یک گونه از زیرراسته پیش‌روزنان است.